# Pompiliu Constantinescu

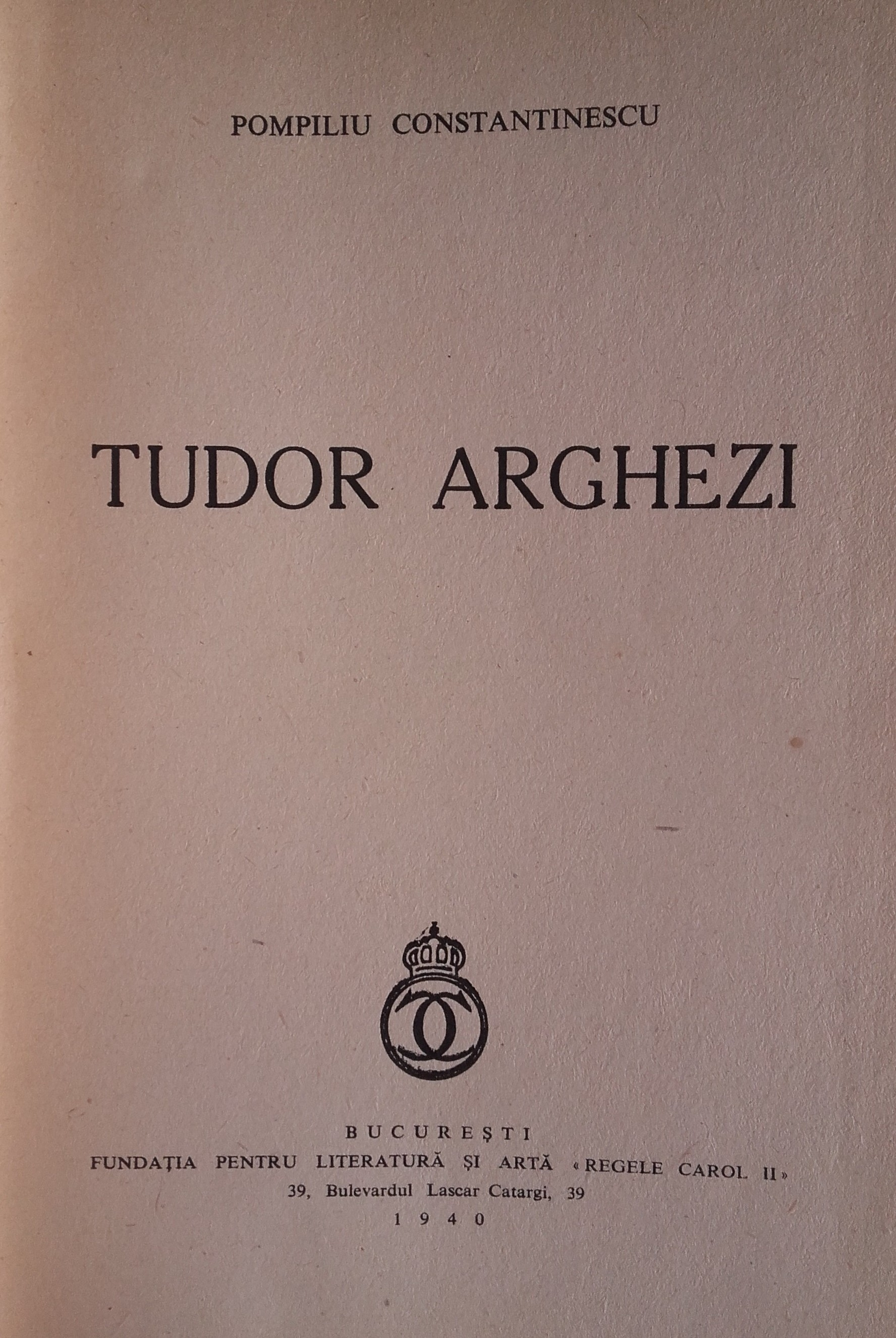
Prima pagină a unui volum despre opera lui Tudor Arghezi (1940)

Pompiliu Constantinescu (n. 17 mai 1901, București, România – d. 9 mai 1946, București, România) a fost un critic literar român.
În eseul „Critica literaților”, din 1938, Pompiliu Constantinescu își exprima convingerea:
Critica modernă este ea singură un gen literar, o creație, de al doilea ordin, dacă vreți, a spiritului, lângă creația artistică, și un vehicul de valorificare, fără prezența căruia literatura ar fi ea însăși păgubită.

## Biografie
S-a născut la 17 mai 1901, „în locul unde a văzut lumina zilei, pe strada Sabinelor, nr. 109, fiu al lui Ion Constantinescu, funcționar vamal, nu fără instrucție, și al Vasilichii Petrescu, nepot după tată al lui Constantin Constantinescu, originar din satul de podgorie Ceptura, statornicit în împrejurimile Bucureștilor, ca proprietar de vie și negustor“ (G. Călinescu). 
A urmat cursurile liceelor „Gh. Lazăr“ și „Mihai Viteazul“, precum și Seminarul pedagogic din București. A urmat cursurile Facultății de Filosofie și Litere din București, publicând la Revista Fundațiilor Regale(din 1939), Kalende (revistă scoasă împreună cu Vladimir Streinu, Șerban Cioculecu și Traian Șelmaru, 1928-1929 și seria a II-a în 1943), Mișcarea literară, Sburătorul, Viața literară. A fost redactor și cronicar la revista Vremea (1930-1938), a colaborat la revista umoristică „La zid!” a lui Ion Anestin, semnând cu pseudonimul Pyrhon. În 1933 a obținut premiul SSR pentru volumul de Critice și același premiu în 1940 pentru studiul Tudor Arghezi. Din 1945, până la sfârșitul vieții, a realizat cronica literară la Radio București.
S-a stins din viață la 9 mai 1946, în plină putere creatoare. În anul dispariției, era directorul liceului CFR de băieți "Aurel Vlaicu" din București și preda și limba română, ca profesor de liceu. 
Faptul ca fuma în mod excesiv i-a fost fatal, Pompiliu Constantinescu decedând în urma unui infarct cardiac.

## Distincții
- Ordinul Meritul Cultural, în gradul de Cavaler cl. II, pentru litere (1 februarie 1943)[4]

## Opera
- Mișcarea literară (1926)
- Opere și autori (1928)
- Critice (1933)
- Figuri literare (1938)
- Tudor Arghezi (1940)
- Eseuri critice (1947)
- Scrieri alese (ESPLA, 1957)
- Scrieri, vol. I-IV (1967 - 1972)
- Studii și cronici literare (1974). Volum retipărit în 1981, Biblioteca pentru toți nr. 1086, Editura Minerva
- Poeți români moderni (1974)
- Caleidoscop (1974)
- Romanul românesc interbelic (1977)

## Traduceri
- Sainte-Beuve, Pagini de critică, Alese și traduse de Pompiliu Constantinescu, Fundația pentru Literatură și Artă «Regele Carol II», București, 1940.

## Colecții digitalizate
Colecții digitalizate BCU IAȘI